# Mr. Krueger’s Christmas
Mr. Krueger’s Christmas ist ein US-amerikanischer Fernsehfilm aus dem Jahr 1980, der von der Kirche Jesu Christi der Heiligen der Letzten Tage produziert wurde. In der Hauptrolle ist James Stewart zu sehen, Regie führte Kieth Merrill und es wird auch der Mormon Tabernacle Choir gezeigt. Es wurde am 21. Dezember 1980 auf NBC gesendet.

## Handlung
James Stewart spielt Willy Krueger, einen verwitweten Wohnungshausmeister, der in einer Untergeschosswohnung mit seiner Katze George lebt. An einem kalten Heiligen Abend hat er Tagträume, um seinem einsamen Leben zu entkommen: Er tanzt auf dem Eis des Temple Square, dirigiert den Mormon Tabernacle Choir und ist im Stall mit Maria, Joseph und dem Jesuskind.

## Referenz
- Airen Hall: Melodrama on a Mission: Latter-Day Saint Film and the Melodramatic Mode. Band 16, Ausgabe 2. In: Journal of Religion and Film. Oktober 2012, S. 19–22 (englisch).